# Яннакопулос, Стелиос
Стилиано́с (Сте́лиос) Яннако́пулос (греч. Στέλιος (Στυλιανός) Γιαννακόπουλος; 12 июля 1974, Афины) — греческий футболист и тренер, игравший на позиции полузащитника за сборную Греции.

## Карьера

### Клубная
Профессиональную карьеру начал в 1992 году в клубе «Этникос Астерас», в 1993 году оказался в «Панилиакосе», за который отыграл 3 сезона. Летом 1996 года перешёл в «Олимпиакос», в составе которого впоследствии 7 раз становился чемпионом Греции, выигрывал Кубок Греции, участвовал в Лиге чемпионов и признавался лучшим футболистом Греции. В 2003 году перешёл в английский «Болтон Уондерерс», в составе которого стал финалистом Кубка Лиги и за который выступал до истечения срока контракта в 2008 году. 23 сентября 2008 года подписал однолетний контракт с «Халл Сити», однако в составе "тигров" так и не прижился, сыграв за сезон всего два матча. 22 января 2009 года, через шесть лет после своего первого переезда в Великобританию, Стелиос вернулся в Грецию, подписав контракт с "Ларисой" и спустя год завершил карьеру игрока.

### Национальная сборная
В составе национальной сборной Греции дебютировал 12 марта 1997 года в матче против сборной Кипра. Его первый гол за сборную был забит почти два года спустя, 5 февраля 1999 года, в товарищеском матче против Бельгии. Один из его самых важных и запоминающихся голов за сборную Греции по футболу был забит в выездной матче над Испанией в Сарагосе, в игре, которая обеспечила Греции автоматическую квалификацию на Чемпионат Европы 2004 года. Был одним из ключевых игроков сборной Греции, победившей на чемпионате Европы 2004 года. Участник чемпионата Европы 2008 года. Его последняя игра за сборную состоялась 18 июня 2008 года против сборной Испании, в которой греки потерпели поражение со счетом 2:1. Стелиос забил в общей сложности 12 голов за сборную. Интересная статистика заключается в том, что Греция выиграла все игры, кроме одной, в которых забил Стелиос.

## Карьера тренера
Карьеру тренера Яннакопулос начал 13 августа 2012 года после того, как возглавил свою старую команду "Панилиакос", но не добившись никаких результатов был уволен 20 января 2013 года. После этого в 2016 году последовал короткий тренерский период в клубе "Кифисия". Был помощником главного тренера национальной сборной Греции Ангелоса Анастасиадиса во время его работы со сборной в 2018–19 годах. 

## Личная жизнь
Второй сын Стелиоса, Димитрис, также является футболистом и с 2022 года играет за Болтонскую академию Уондерерс .

## Достижения
Олимпиакос
- Чемпион Греции (7): 1996/97, 1997/98, 1998/99, 1999/00, 2000/01, 2001/02, 2002/03
- Обладатель Кубка Греции: 1998/99

Болтон Уондерс
- Финалист английского Кубка Лиги: 2003/04

Сборная Греции
- Чемпион Европы: 2004
- Лучший футболист Греции: 2003